# Kazimierz Ignacy Sosnowski
Kazimierz Ignacy Sosnowski (ur. 15 września 1875 w Niepołomicach, zm. 15 grudnia 1954 w Krakowie) – polonista, nauczyciel, jeden z najwybitniejszych polskich propagatorów turystyki pieszej, krajoznawca, założyciel schronisk turystycznych, twórca szlaków oraz autor licznych przewodników i artykułów krajoznawczych.

## Życiorys
Urodził się 15 września 1875 w Niepołomicach. Był synem Franciszka Nałęcz Sosnowskiego (1812–1902) i jego drugiej żony Agaty, przyrodnim bratem Ludwika Solskiego. Pierwsze nauki pobierał w szkole ludowej w Niepołomicach, później w Bochni, a następnie w Gimnazjum św. Jacka w Krakowie, gdzie w 1896 złożył egzamin dojrzałości. W tym samym roku zapisał się na studia polonistyczne na Wydziale Filozoficznym Uniwersytetu Jagiellońskiego. W czasie studiów pracował jako zastępca bibliotekarza w Akademii Umiejętności. Pracę dyplomową „Poezja Krakowa z czasów Wolnego Miasta 1815–1846 za szczególnym uwzględnieniem Edmunda Wasielewskiego” obronił w 1901, zostając równocześnie nauczycielem gimnazjum w Nowym Sączu. W 1904 poślubił Karolinę Kącką i na 2 lata przeniósł się do Krakowa jako nauczyciel w III Gimnazjum im. Jana Sobieskiego. W 1906 ponownie pracował w Nowym Sączu, od 1907 z tytułem profesora szkół średnich, nadanym przez Radę Szkolną Krajową. Został też jednym z założycieli Nowosądeckiego Oddziału Towarzystwa Tatrzańskiego „Beskid”, gdzie do 1909 pełnił funkcję sekretarza.
W 1910 przeniósł się do Krakowa, gdzie uczył języka polskiego w Akademii Handlowej. Po wybuchu I wojny światowej we wrześniu 1914 został ewakuowany do Salzburga, gdzie uczył na kursach języka polskiego i łaciny. Po wojnie kontynuował pracę w Akademii Handlowej (późniejsza nazwa Szkoła Ekonomiczno-Handlowa w Krakowie). Zasiadał również we władzach Polskiego Towarzystwa Tatrzańskiego. W latach 1920–1921 został urlopowany ze szkoły przez Ministerstwo Wyznań Religijnych i Oświecenia Publicznego do prac plebiscytowych na Spiszu i Orawie. W 1925 w wypadku samochodowym zginęła żona Sosnowskiego, syn Jan i córka Lidia. W 1927 ożenił się ponownie, z Marią Mazur. Z pierwszego małżeństwa pozostała przy życiu córka Irena, z drugiego małżeństwa dzieci nie miał. Na emeryturę przeszedł w 1938. W czasie II wojny światowej zaangażował się w tajne nauczanie, a po wojnie podjął jeszcze pracę jako nauczyciel w Technikum Handlowym.
Zmarł 15 grudnia 1954 w Krakowie. Pochowany został na Cmentarzu Salwatorskim (sektor SC3-1-24).

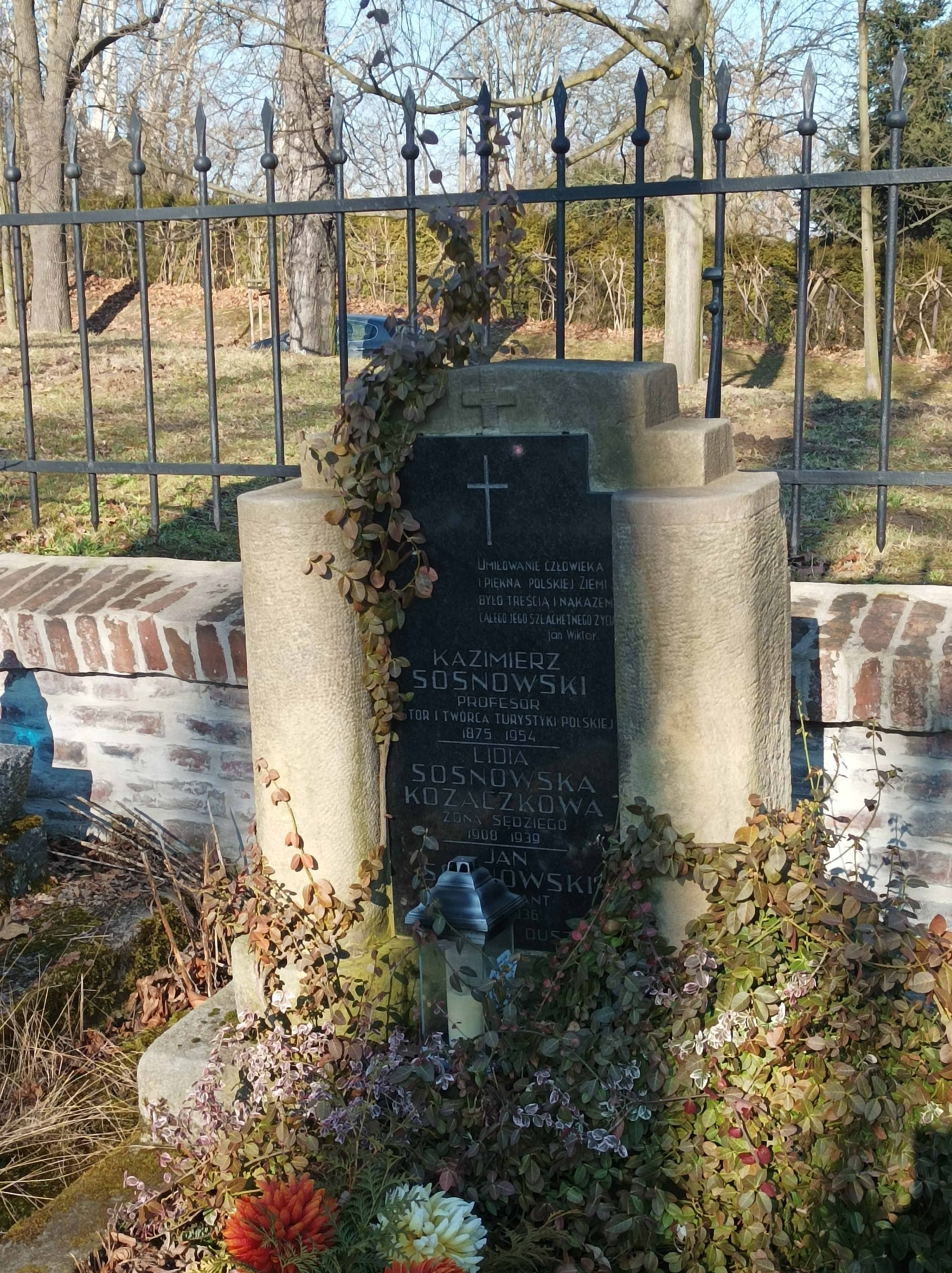
Grób Kazimierza Sosnowskiego na cmentarzu Salwatorskim w Krakowie

## Działalność turystyczna
Kazimierz Sosnowski był propagatorem piękna Beskidów, Pienin i Jury Krakowsko-Częstochowskiej. Popularyzowaniem wśród Polaków Beskidów Zachodnich zajął się m.in. w celu powstrzymania germanizacji tych terenów. W 1908 wyznaczył pierwszy szlak turystyczny z Rytra przez Przehybę do Szczawnicy. Był twórcą pierwszego polskiego przewodnika krajoznawczo-turystycznego – wydanego w 1914 „Przewodnika po Beskidzie Zachodnim – od Krynicy po Wisłę łącznie z Pieninami i terenami narciarskimi”. Przewodnik wznawiano w 1926, 1930 i 1948 z poprawkami i uzupełnieniami autora. W 1923 zaproponował utworzenie Głównego Szlaku Beskidzkiego, który ukończony został w 1929, a obecnie nosi jego imię.
W czasie II wojny światowej przygotował „Przewodnik po ziemi krakowskiej” publikując tom 1 w 1947, a tom 2 „Pogórze Karpackie” w 1948. W 1950 stworzył i opisał Szlak Orlich Gniazd, a w 1951 opublikował swój ostatni przewodnik „Jura Krakowska”. Publikował artykuły na łamach „Wierchów”, w „Orlim Locie” oraz w „Kurierze Literacko-Naukowym”. Sosnowski był także inicjatorem powstania i założycielem schronisk turystycznych na Przehybie, Turbaczu, Hali Krupowej i Jaworzynie Krynickiej.

## Ordery i odznaczenia
- Krzyż Oficerski Orderu Odrodzenia Polski (1948)
- Krzyż Kawalerski Orderu Odrodzenia Polski (11 listopada 1934)[2]
- Złota Honorowa Odznaka PTTK (pośmiertnie, 1955)
- Honorowa Złota Górska Odznaka Polskiego Towarzystwa Tatrzańskiego (1936)

## Upamiętnienie
22 maja 1967 r. w Domu Turysty PTTK w Krakowie otwarto placówkę muzealną Komisji Turystyki Górskiej – „Gabinet prof. Kazimierza Sosnowskiego”. Powstała ona z inicjatywy Podkomisji Historii Turystyki Górskiej i Muzealnictwa KTG Zarządu Głównego PTTK z Edwardem Moskałą na czele jako drugi z kolei terenowy ośrodek kultury turystyki górskiej. W uroczystości otwarcia wzięli udział m.in. żona profesora, Maria Sosnowska, jego córka Irena oraz ówczesny przewodniczący GKKFiT Włodzimierz Reczek. W zrekonstruowanym „gabinecie” wyeksponowane zostały liczne pamiątki związane z osobą Kazimierza Sosnowskiego jako pioniera turystyki w Beskidach.
W roku 1973 w stulecie polskiej turystyki KTG ZG PTTK Główny Szlak Beskidzki został nazwany imieniem Kazimierza Sosnowskiego w uznaniu jego zasług dla poznania i udostępnienia Beskidów Zachodnich.